# Tomasz Szafrański (filmowiec)
Tomasz Szafrański (ur. 4 maja 1977 w Bydgoszczy) – polski reżyser i scenarzysta.
Jest absolwentem Wydziału Radia i Telewizji Uniwersytetu Śląskiego w Katowicach.

## Filmografia
- 2005 – Diabeł, reżyseria
- 2007 – Samo życie, reżyseria
- 2007–2008 – Tylko miłość, reżyseria
- 2008 – Naznaczony, reżyseria
- 2009 – Od pełni do pełni, reżyseria, scenariusz
- 2010 – Nowa, reżyseria
- 2010 – Do dzwonka, reżyseria
- 2011 – Do dzwonka 2, reżyseria
- 2012 – Do dzwonka Cafe, reżyseria, scenariusz
- 2015 – Klub włóczykijów, reżyseria, scenariusz
- 2019 – Władcy przygód. Stąd do Oblivio, reżyseria, scenariusz
- 2021 – Receptura, reżyseria
- 2023 – Tylko nie piątek!, reżyseria, scenariusz
- 2025 – Profilerka (sezon 2), reżyseria

## Nagrody
- 2006 – nagroda dla najlepszego fabularnego filmu krótkometrażowego na Ogólnopolskim Festiwalu Sztuki Filmowej Prowincjonalia we Wrześni za film Diabeł
- 2006 – Specjalne Wyróżnienie Jury w kategorii: Najlepszy Krótkometrażowy Film Fabularny na Slamdance Film Festival w Park City za film Diabeł
- 2006 – Wyróżnienie Jury w kategorii: Najlepszy Film Fabularny na Aarhus Festival of Independent Arts w Aarhus za film Diabeł
- 2005 – nagroda prezydenta miasta Torunia Flisak dla najlepszego filmu stworzonego przez filmowca wywodzącego się z Kujaw i Pomorza na Toruń Film Festival TOFFI w Toruniu za film Diabeł
- 2005 – Złoty Manekin dla polskiego filmu najsilniej poruszającego smak artystyczny na Toruń Film Festival TOFFI w Toruniu za film Diabeł

12 kwietnia 2006 otrzymał List gratulacyjny od Prezydenta RP Lecha Kaczyńskiego.